# Vese
A vese (latinul: rēn, többes számban rēnēs, görögül: nephros) a gerinceseknél (Vertebrata) a kiválasztás szerve: felelős a szervezet anyagcseréje közben keletkezett vízoldékony anyagcsere-végtermékek eltávolításáért, valamint alapvető szerepe van a só- és vízháztartás szabályozásában, a homeosztázis fenntartásában. Ezen kívül számos egyéb, kevésbé közismert működése van, mint például a vérnyomást szabályozó, vörösvértest termelést beindító és a kalciumanyagcserét szabályzó anyagok termelése. Emberben a hasüreg hátsó részén, a hashártya mögötti térben, a retroperitoneumban, az ágyéki gerinc két oldalán található, páros szerv.

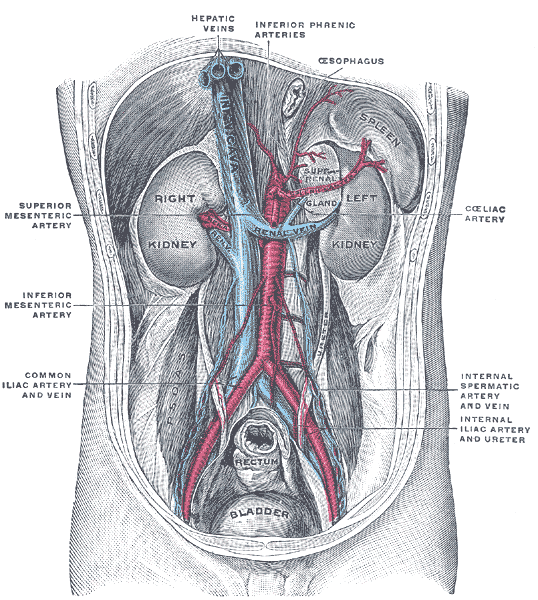
A vesék helyzete a hashártya mögötti térben (retroperitoneum), más fontos szervekhez viszonyítva.

## Az emberi vese anatómiája

### Elhelyezkedés
A vese páros szerv, a hátsó hasfalon helyezkedik el, az ágyéki (lumbális) gerinc felső részének (a 12. háti és a 2. ágyéki csigolya közötti) magasságban annak két oldalán, a hashártya mögött (retroperitoneálisan). A jobb vese a máj nagy jobb lebenye alatt helyezkedik el, és ezért a bal oldalihoz képest nagyjából fél csigolya magasságával lejjebb szorul.

### Makroszkópos leírás
A vese átlagos testméretű felnőtt emberben körülbelül 130 gramm tömegű, hossza 12 cm, szélessége 6 cm, vastagsága 3 cm. babhoz hasonlatos formájú szerv. A babalak domború oldala a test széle felé néz, míg behúzódott oldala a gerinc felé. Az anatómia megkülönbözteti a vese alsó és felső pólusát (extremitas superior et inferior). Felső pólusán ül a mellékvese (glandula suprarenalis), egy fontos hormontermelő szerv. A bab behúzódó részének megfelelően a veséken hosszanti vágat, a vesekapu (hilus renalis) látható, ami bevezet a vese belsejében található, zsírszövetet tartalmazó veseöbölbe (sinus renalis). Ebben helyezkedik el a 9 kiskehelyből (calyces minores) és a 3 nagy kehelyből (calices maiores) összeömlő vesemedence (pelvis renalis), mely a vesében képződő végleges vizelet összegyűjtéséért és elvezetésért felelős, a húgyvezetékben (ureter) folytatódik, ami pedig a húgyhólyagba nyílik. A vesekapun tehát a vizeletet ürítő húgyvezeték, és a megszűrt vért elszállító vesevéna (vena renalis) távozik a veséből, valamint a megszűrésre érkező vért szállító veseartéria (arteria renalis) és a vesét beidegző idegek lépnek be a vesébe. (Elöl a vena renalis, mögötte az arteria renalis, és leghátul az ureter.)

### Tokjai
A vesét három tok veszi körül, ami részben rögzítéséért is felelős.
- Legbelül találjuk a lazább veseállományt borító, azt összetartó rostos tokot, a capsula fibrosát.
- A középső réteg egy körülbelül egy centiméter vastagságú zsíros tok, a capsula adiposa, ami a vese tetején ülő mellékvesét is beborítja. Ez a zsírréteg mechanikai védelmet nyújt a vesének a mechanikai traumák ellen, emellett fontos szerepe van a vese rögzítésében is. A zsírréteg a vese gerinc felőli oldalán befordul és a veseöbölbe nyomul, ahol körbeveszi a vesemedencét. Kóros fogyás mellett ez a zsírréteg is elfogyhat, ennek a jelenségnek a vándorvese kialakulásában nagy szerepe van. A külső tok (fascia renalis) ugyanis a vesénél nagyobb, és a zsírréteg nélkül a vese benne lazán fekszik, így elmozdulni képes.
- Kívül a vese rögzítésében alapvető fontosságú Gerota-fascia (fascia renalis) található. Ez a lemez szorosan összenőtt a hátsó hasfalat borító hasonló lemezzel és a hashártyával, de kétoldali lemeze folytonosan átmegy egymásba, elhalad gerinc előtt futó nagyerek és a veseerek előtt is. Alul a húgyhólyag felé haladó húgyvezeték kilépésének helyet engedve nyitott.

### Metszlapja

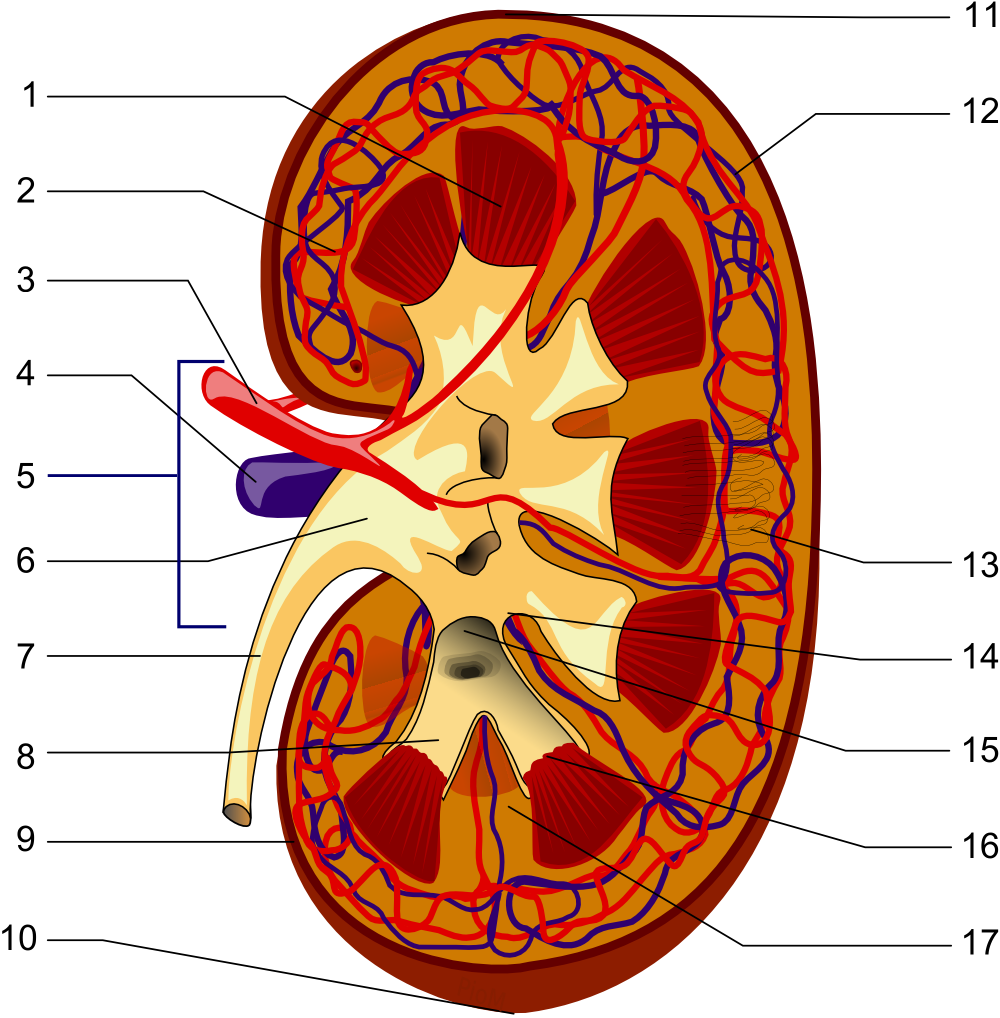
A vese metszlapja:
1. Vesepiramis (pyramides renales)
2. vas efferens
3. arteria renalis
4. vena renalis
5. hilus renalis
6. Vesemedence (pelvis renalis)
7. Húgyvezeték (ureter)
8. Kiskehely (calyx minor)
9. capsula fibrosa
10. Alsó pólus (extremitas inferior)
11. Felső pólus (extremitas superior)
12. Vas afferens
13. Nephron
14. Kiskehely
15. Nagykehely (calyx major)
16. papilla renalis
17. Bertin-oszlopok (columna renalis)

A vese metszlapján látható a már említett veseöböl, a benne helyet foglaló vesemedencével és vesekelyhekkel, és az azt nagyjából két centiméteres vastagságban majdnem teljesen körbeölelő veseállomány (veseparenchyma).
A veseállományt két részre, kéreg- és velőállományra osztjuk. Elhelyezkedésük oka a vese fejlődésében keresendő, hiszen a vese az embrionális időszakban lebenyes szerv, melynek lebenyei összenőnek. Ennek megfelelően a velőállomány (medulla renalis) átmetszetben különálló háromszög alakú, de térben gúlára emlékeztető részeket alkot, ezek a vesepiramisok (pyramides renales). Az eredeti veselebenyeknek megfelelően összesen körülbelül 30 vesepiramis lehet, amik kettesével-hármasával összenőnek. A kéregállomány (cortex renalis) ezeket a vesepiramisokat öleli körbe, felülről a piramisok alapjai felől egy folyamatos külső réteget alkotva, oldalról pedig a piramisok közé benyomulva a Bertin-oszlopokat képezi. Az átmetszetben háromszög alakú piramisok a veseöböl fele egyre keskenyebbek, három piramis csúcsa egyesül egy veseszemölcsben (papilla renalis). Ezeknek a papilláknak a lyukacsain át jut ki a vizeletelvezető rendszerbe a vese által előállított vizelet. A veseszemölcsök egyesével a vesemedence kiskelyheibe nyílnak. Három ilyen kiskehely nyílik össze egy nagykehellyé, amikből általában szintén három található. Ezek egyesülnek végül is a szoros értelemben vett vesemedencében. (Sémásan 27 eredeti veselebeny, 9 kiskehely, 3 nagykehely van.)

## Szövettan és vérellátás

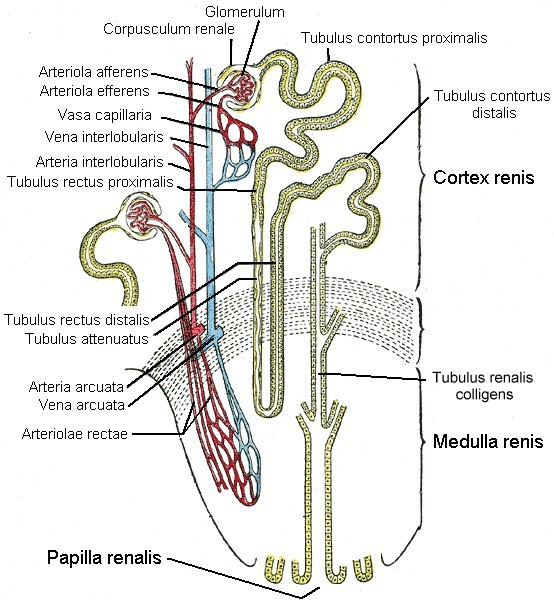
A nephron szerkezete

A vese vérkeringése funkciója miatt elválaszthatatlan szövettani felépítésétől. A vese feladata a vérben jelenlevő kis molekulájú anyagok (víz, sók, cukor és egyéb tápanyagok, bomlástermékek) koncentrációjának normális értéken tartása, beállítása. Ezt úgy érheti el hogy a vérből először egy elsődleges szűrletet készít, és ebből igény szerint veszi vissza a még szükséges anyagokat. Tehát a szövettani szerkezetében két összefüggő, de mégis különálló „csőrendszer” találkozik. Az egyik csőrendszer maga az érhálózat, a másik csőrendszer pedig az úgynevezett nephron, amelybe az érből kijutó elsődleges szűrlet kerül. A nephron már a vizeletkiválasztó szervrendszer része. A benne haladó szűrletből a még hasznos, és éppen szükséges (ugyanis hasznos anyag is lehet felesleges mennyiségben) anyagok felvétele után, a folyadék koncentrálódik, és így jut tovább végül kész vizeletként a vesekelyhekbe. A szűrőberendezés szükség szerint a két csőrendszer találkozásánál helyezkedik el, ez a vesetestecske Malpighi-test.

### Érrendszer
Az érrendszer a megszűrni kívánt vért eljuttatja a mikroszkopikus szűrőberendezésekig, és a megszűrt vért visszavezeti a keringési rendszerbe. A vesekapun át lép be a vesébe az arteria renalis, ami belépése után arteria interlobales-ekre oszlik. (A veseartériák ágai egy elülső és egy hátsó ágrenszert alkotnak, aminek a veséken végzett sebészeti beavatkozásoknál van fontos jelentősége.) Ezek az erek a vesepiramisok és Bertin-oszlopok között lépnek a veseállományba. A piramisok alapjai felett árkádszerűen egymás felé fordulnak (nevük ezen a szakaszon megváltozik és már arteria arcuata-nak hívják), de a hasonnevű vénákkal ellentétben nem nőnek össze az ellenoldalival. A vénák ezen a szakaszon az artériákkal párhuzamosan haladnak, és ugyanezeket a neveket viselik. Az arteria arcuaták tehát mindig a kéregállomány és a velő határán, azzal párhuzamosan haladnak, és a kéregbe merőlegesen oldalágakat bocsátanak (arteria interlobularis vagy arteria corticalis radiata). Ezek az erek a szőlőfürt szárához hasonlíthatóak, amelyből akárcsak a szőlőszemek, kis érgomolyagok (glomerulus) nőnek ki. Ezek az érgomolyagok az arteria interlobularesből a vas afferens-en keresztül kapnak vért, és a vér belőlük a vas efferens-en keresztül távozik. A két érszakasz közé beiktatott glomerulus nem más, mint „lyukacsos” (fenesztrált) falú hajszálerek (capillaris) szövedéke. Ez az anatómiai elhelyezkedés teszi lehetővé a vér megtisztulását a szűrletképződésen keresztül. Mivel a vas afferens tágasabb mint a vas efferens, a nagy nyomással a glomerulusba tóduló vér nehezen haladhat tovább a vas efferenseken keresztül, és így olyan nyomás (filtrációs nyomás) keletkezik, amely az érfal szűrőrendszerén átpréseli a vérplazma fehérjementes szürletét, és ez a nephron csőrendszerének kiinduló szakaszába, a Bowman-tok üregébe kerül. A glomerulustól továbbhaladó erek attól függően folytatják útjukat, hogy milyen típusú nephronhoz tartozó glomerulusból származnak. A kéregállományban magasabban fekvő corticális glomerulusokból eredő vas efferensek a kéregállományban maradnak, a kanyarulatos gyűjtőcsatornák környezetében oszlanak szét, és azokkal párhuzamosan haladnak (rete capillare peritubulare). Ezeknek a hajszálérhálózatoknak a feladata az elsődleges vizeletből visszaszívott anyagok felvétele és elszállítása. A velőállományhoz közelebb elhelyezkedő juxtamedulláris glomerulusokból eredő vas efferensek viszont derékszögben megtörve, a velőállomány felé haladva oszlanak szét (vasa rectae), és a Henle-kacsokat  követik. A vasa rectae és a peritubularis fonatból összeszedődő venulák innentől kezdve megint egyformán viselkednek és a vena interlobularisokba ömlenek.

### Malpighi-test – a szűrőberendezés

A vesetestecske (Malpighi-test)

Vesetestecske szövettani képe H-E festés

A Malpighi-testet vagy vesetestecskét az érpálya glomerulusa és a nephron kiindulási pontja, a Bowman-tok alkotja. A Malpighi-testet (corpusculum renale) egyszerű hasonlattal élve kesztyűs kézzel megfogott labdaként írhatnánk le. Eszerint a labda nem más, mint az érgomolyag, a kesztyűnk pedig maga a Bowman-tok, melynek két rétege – a kesztyű labdával érintkező és a labdával nem érintkező része – egymásba áthajlik, így voltaképpen folytonosak egymással. A Bowman-tok két rétege közé a kesztyű üregébe jut a szűrlet, amiből a kesztyű szája felé a nephron távolabbi részeibe folyik tovább. A belső lemez (glomerularis epithelium) a glomerulust alkotó erek felszínéhez szorosan hozzátapadt, és különleges sejtekből, lábassejtekből (podocytákból) áll, amelyek lábai között rések vannak. A külső lemez (parietalis epithelium – valójában a másik lemez folytatása), egyszerű egyrétegű laphámsejtekből áll. A külső lemez folytatódik tovább a nephron következő részében a közeli kanyarulatos csatornába, de a sejttípus alapvetően megváltozik. A Bowman-tok ürege a vizeleti tér. A Malpighi-test glomerulus felőli oldala az érpólus, a kanyarulatos csatorna felőli oldala a vizeleti pólus.

### A szűrőfelület
A glomerulus hajszálereiben áramló vér és a Bowman-tok ürege közötti határ, a szűrőfelület, (filtrációs barrier) három rétegből áll:
1. Az érfal: A glomerulus különleges hajszálér hálózat, hiszen az ereket alkotó sejtek (endothelium) a testben megszokott, általában jól szigetelő érsejtekhez képest lyukacsosak, fenesztráltak (ablakosak).
2. Podocyták: Amint nevük is mutatja, apró lábnyúlványokkal rendelkeznek, amik között a vese által már nem kiszűrendő anyagoknál nagyobb hézagok vannak.
3. Glomeruláris bazális membrán (GBM): A podocyták és az endothel sejtek által termelt vékony lemezszerű réteg, ami az érfal endothelje és a podocyták között húzódik. Elektronmikroszkóposan vizsgálva nem homogén, megkülönböztethető rajta egy külső lazább szerkezetű réteg (lamina rara externa), egy középső tömött réteg (lamina densa) és egy belső lazább réteg (lamina rara interna). Fő alkotóeleme az úgynevezett IV. típusú kollagén, egy hálószerű szerkezetté összeálló anyag. Ez a hálózat szitaszerűen mechanikai szűrőként szerepel, és pórusátmérőjénél fogva a körülbelül 65 kDa (kilodalton – nagy molekulák tömegének mértékegysége) tömegű molekulákat engedi át. A GBM tartalmaz még továbbá egy negatív töltésű molekulát (GBM-aniont), ami segít a más negatív töltésű anyagok, például fehérjék taszításával megelőzni azok kiszűrődését. Tehát a voltaképpeni szűrő a GBM, hiszen az érfalsejteken és a lábassejtek között is a kiszűrendő mérettartománynál nagyobb molekulák is képesek lennének átjutni, és át is jutnak azokban a megbetegedésekben, ahol a GBM károsodik.

### Nephron
A vese működési egysége a nephron (nefron), amelynek vesetestecskéjében az elsődleges szűrlet képződik, majd csatornarendszerében vizeletté alakul és a vizeletelvezető rendszer felé továbbítódik.
Részei:
- Vesetestecske:

Lásd fent!
- Proximális kanyarulatos csatorna (tubulus contortus proximalis):

A Bowman-tok vizeleti pólusából induló, sötéten festődő egyrétegű köbhámsejtekből álló, kanyarulatos lefutású csőrendszer. A köbhámsejtek a cső ürege (lumene) felé eső felszínén kefeszegélyt látunk, ami a felszívást hatékonyabbá teszi felületnövelő hatásával. A sejtek ellenkező oldalán sötét bazális csíkolat található, ami a nagy energiaigényű felszívási folyamatokat lehetővé tévő mitokondriumok tömege. A tubulus lumene szűk, gyakran csillag alakú.
- Henle-kacs:

A vizelet koncentrálásában elsődleges feladata van, magas velői ozmotikus koncentrációt hoz létre, ami a vízvisszaszíváshoz elengedhetetlen.
Három részből áll:
1. Proximális egyenes csatorna
2. Köztes csatornaszakasz
A köztes csatornaszakasz (tubulus intermedius) vékony falú, egyrétegű laphámsejtek alkotta szakasz, amelyen a kefeszegély eltűnik. A nephronok különböző típusaiban eltérő. A corticalis glomerulusból induló nephronoknál csak leszálló vékony szegmentum van, míg a jauxtamedullárisoknál felszálló és leszálló vékony szegmentum is megtalálható.
3. Disztális egyenes csatorna (TAL)
- Disztális kanyarulatos csatorna

A disztális kanyarulatos csatorna (tubulus contortus distalis) alacsonyabb és világosabban festődő egyrétegű köbhámsejtekből áll, kefeszegélye is gyérebb. Kiemelt szakasza a saját Malpighi-testének érpólusához visszakanyarodó macula densa (magyarul: tömött folt – nem használatos így), a tubulusban folyó folyadék állapotáról ad visszajelzést és így a szabályozásban van fontos szerepe, a juxtaglomerularis apparatus (JGA) része.
- Összekötő csatorna (ductus reuniens)

Az összekötő csatorna (ductus reuniens) a disztális kanyarulatos csatornát a gyűjtőcsatornával összekötő szakasz. A nephron utolsó része.

### Gyűjtőcsatorna
A gyűjtőcsatorna (tubulus renalis colligens) már nem a nephron része, fejlődéstanilag is máshonnan, az ureterbimbóból származik. Fala egyrétegű hengerhám. A velőállományban helyezkednek el, egy-egy gyűjtőcsatorna körülbelül tíz nephron tubulus reuniensét veszi fel és így halad sugárirányban a veseszemölcs felé, majd tízesével-húszasával egyesülnek, és mint ductus papillaris nyílnak a veseszemölcsben a kiskelyhekbe.

### Juxtaglomerularis apparatus(JGA)
A Malpighi-test érpólusán lévő különböző sejtek funkcionális egysége.
Sejttípusai:
- Macula densa: Az érpólussal összefekvő disztális tubulus szakasz tömötten elhelyezkedő (denz) sejtjei (feltételezések szerint Na+-koncentrációt mérő receptorokként viselkednek )
- Extraglomerularis mesangialis sejtek: Hírközvetítés a macula densa és a juxtaglomerularis sejtek között.
- Juxtaglomerularis sejtek: Az afferens arteriola juxtaglomeruláris (módosult, feszülési receptorként viselkedő, renin szemcséket tartalmazó) simaizom sejtjei, a renin kiválasztásáért felelősek. A szekréció stimulusa lehet a macula densa jele, a vas afferens feszülésének csökkenése (vérnyomásesés) és az autonóm idegrendszer szimpatikus részének aktiválódása. A reninen keresztül felelősek a renin-angiotenzin-aldoszteron rendszer (RAAS) aktiválásáért. A tényleges hatóanyag a renin és a konvertáló enzim hatására képződő angiotenzin II. (A vérnyomást csökkentő gyógyszerek egyik csoportja a konvertáló enzim gátlása útján hat.)

### Erythropoetin termelés
Az erythropoetin egy glikoprotein természetű hormon. Főleg a vese peritubularis sejtjeiben, kisebb részben a májban termelődik. Serkenti a vörösvértestek képződését azzal, hogy az elődsejtek differenciálódását a vörösvértest képződési útvonalra tereli. Fokozza a vörösvértestek élettartamát. Szerepe van az agynak bizonyos neuronkárosodásokra adott válaszreakciójában és a sebgyógyulásban. Termelődése a vér oxygenizációjától függ. Itt bizonyos negatív visszacsatolás érvényesül.

### D-vitamin aktiválás
A D-vitamin előanyagai a táplálékból származhatnak, vagy koleszterinből a bőrben ultraibolya fény hatására képződnek. Ezekből az aktív - a kalcium és a foszfor anyagcserére és csontképződésre ható - D-vitamin a máj és a vese közreműködésével alakul ki. A vitamin hiányában csontosodási zavar, angolkór (rachitis) jön létre. A D-vitamin zsírban oldódó vitamin, mérsékelt égövben napi 15 perc napozással előállítható, ezért hiánya fejlett országokban csak kivételes körülmények között fordulhat elő.

## Fejlődéstan
A nemi és kiválasztószervek (urogenitalis apparatus) anatómiailag szoros kapcsolatban állnak. Ez a kapcsolat az embrionális fejlődés során is megmutatkozik. Mindkét, funkciója szempontjából elkülönülő szervrendszer a középső csíralemezből, a mesodermából származik. A mesoderma nem más mint a 14-16 napos, már három sejtlemezből álló embrió középső sejtrétege. Az embrionális fejlődés 20. napja körül a korábban egységes mesoderma három részre tagolódik: a paraxialis mesodermára (az embrió középvonala melletti mesoderma), az intermedier mesodermára (köztes mesoderma) és az oldallemezre. A három rész végül teljesen szétválik, és a szervezet számos részének alkotásában részt vesz. Az embrió már ebben a korban hosszantilag tagozódik, azaz szegmentumokra osztható. Míg a paraxialis mesoderma szegmentumonként sommitákká (őscsigolyákká) alakul, és későbbi fejlődése során a bőr, a bőr alatti szövetek, a porcok, csontok és az izmok alkotásban vesz részt, addig az oldallemez kettéválik és egyik lemeze a testfal, másik lemeze a bélfal alkotásában vesz részt.
Az intermedier mesoderma, miután elvált a mesoderma másik két részétől, az embrió hosszanti tengelyében a különböző szegmentumokban másképp viselkedik. A nyaki szakaszon a somitákhoz hasonlóan minden szegmentumban egy sejtcsomóba, úgynevezett nephrotomba tömörül, míg az alsó régióban összefüggő, oszlopszerű nephrogen köteget alkot.

### Elővese
A nyaki szakasz nephrotomokba tömörülő szövete képzi az elővese (pronephros) rendszert, ami sohasem működik kiválasztó szervként, és hamar visszafejlődik. Az embrió fejlődésének negyedik hetében már nincs meg.

### Ősvese
A háti és ágyéki szakaszon a nephrogen kötegből jön létre az ősvese (mesonephros) , és a negyedik héten már jól fejlett. Az ősvese már folytat kezdetleges kiválasztó működést, és ezért gyűjtőcsatorna-rendszerrel is rendelkezik, ami az embrionális cloacaba vezet. A második hónap végére ez a kiválasztórendszer is eltűnik. Férfiakban azonban nagy jelentőségre tesz szert az előbb említett gyűjtőcsatorna-rendszer, a Wolff-féle cső (ductus mesonephricus). A megmaradó cső férfiakban a nemi szervek kialakításában vesz részt, míg nőkben az ősvesével együtt eltűnik.

### Maradandó vese
Az ötödik héten a nephrogen köteg alatti metanephrogén szövettömörülésből indul fejlődésnek a maradandó vese (metanephros) telepe. A maradandó vesék a terhesség harmadik harmadában (trimester) kezdik meg működésüket. Ez a működés nem tekinthető a klasszikus értelemben vett kiválasztó működésnek, hiszen az anyagcsere bomlástermékei a méhlepényen (placenta) keresztül az anya testébe kerülnek, és végeredményben az anyai vese üríti ki őket. Mivel a magzat (foetus) vizelete az amnionüregbe kerül, fontos szerepe van a magzatvíz mennyiségének fenntartásában. A magzatvíz ilyen módon körforgásban van, miután a magzat lenyelte, a bélcsatornájában felszívódik és a keringésébe kerül, végül a veséken keresztül újra kiválasztódik.
A maradandó vesék a növekedés során kezdeti helyükhöz képest a medencéből felfele vándorolnak, és így foglalják el végleges helyzetüket. A korábban lebenyes szerkezetű vese lebenyei összenőnek.
A véglegesen kialakuló emberi vese fejlődése szempontjából 2 részre osztható:

#### Gyűjtőcsatorna-rendszer
A Wolff-cső oldalsó kinövéséből az ureterbimbóból kialakuló rész. Az ureterbimbó a Wolff-csőből való leágazása után a metanephrogen vesetelep felé nő, majd behatolva a telepbe létrehozza a vesemedencét. Később egyre kisebb ágakra oszlik, megformálva a nagy- és kiskelyheket, végül egész apró ágakat alkotva nyomul a metanephrogén szövetek közé, kialakítva ezzel a gyűjtőcsatornákat. Tehát az utéterbimbó felelős a gyűjtőcsatornák (makroszkopikus megjelenésben a vesepiramisok), a vesekelyhek, a vesemedence és az ureter létrehozásáért.

#### Kiválasztórendszer
A metanephrogen vesetelepből alakul ki. Az ureterbimbóból kialakuló gyűjtőcsatornák megjelenése aktiváló hatással van a metanephrogén szövet fejlődésére. Az indukciós hatásra kialakuló vesicula renalisok a további fejlődésük során megnyúlnak, és hosszirányban tagozódva kialakítják a nephron különböző részeit (összekötő csatorna, distalis csatorna, Henle-kacs, proximális csatorna). Az ureterbimbótól legtávolabb eső szakasza Bowman-tokká alakul, és egy glomerulussal a Malpighi-testet alkotja.

## Szűrletképzés
A szűrletképzés (ultrafiltráció) a glomerulusban folyik. A szűrlet fehérjementes vérplazma, amely nem tartalmazhat vörösvérsejtet és vérfehérjét sem. Normális esetben a vesék napi 180 liter folyadékot szűrnek meg, de ebből csak 0,75–2 liter vizelet képződik. A glomerulus és a Bowmann-féle kettős falú tok a vese kéregállományában található, egyrétegű laphám borítja. Az elsőrendű kanyargós csatorna eleje, a vese velő- vége a kéregállományban van. Az elsőrendű kanyargós csatornát egyrétegű köbhám borítja, amely kefeszegéllyel (mikrobolyhok sűrű rétegével) borított. Itt zajlik a feltétlen vagy obligált visszaszívás (reabsorpcio), amely során a szűrletből nyomás és az ellenáram-elv miatt visszaszívódik a glükóz 100%-a, valamint az ionok és az aminosavak, ezek mind aktív transzporttal szívódnak vissza tehát energiaigényes folyamatról van szó. Passzív transzporttal szívódik vissza a víz 85%-a és a karbamid. A Henle-féle kacs közepén található az úgynevezett hajtűkanyar, ahol a legtöményebb a szűrlet. A Henle-féle kacs a velőállományban található. Itt lehet végrehajtani az ellenáram-elven alapuló dialízises kezelést, amelynek során kivonják a karbamidot. A Henle-féle kacs leszálló ága a víz, felszálló ága az ionok számára átjárható. A vese velőállományában elhelyezkedő másodrendű kanyargós csatornában történik a maradék 13-15% víz visszaszívása. Ezt az ADH (antidiuretikus hormon) vagy más néven vazopresszin szabályozza. A másodrendű kanyargós csatorna felszínét hengerhám borítja. Ezek után a szűrlet a közös elvezető csatornába ömlik majd a veseszemölcsökön keresztül kicsöpög a vesemedencébe.

## Fontosabb betegségei
- Glomerulonephritis
- Pyelonephriritis
- Nefrózis-szindróma
- Daganat
- Ciszta